# Gran Premio Betonexpressz 2000
El Gran Premio Betonexpressz 2000 (oficialmente: GP Betonexpressz 2000) fue una carrera profesional de ciclismo en ruta de un día que se celebraba en Hungría, en el mes de agosto. 
Se disputaba desde el 2007 formando parte del UCI Europe Tour, dentro de la categoría 1.2 (última categoría del profesionalismo). Su última edición feu en 2011.

## Palmarés
| Año  | Ganador           | Segundo           | Tercero           |
| ---- | ----------------- | ----------------- | ----------------- |
| 2007 | Žolt Der          | Lukas Goč         | Mladen Mirkovic   |
| 2008 | Péter Kusztor     | Gabor Kasa        | Ivan Stević       |
| 2009 | Gergely Ivanics   | Werner Faltheiner | Tamás Lengyel     |
| 2010 | Hrvoje Miholjević | Gergely Ivanics   | Andrej Omulec     |
| 2011 | Martin Schöffmann | Patrik Tybor      | Krisztián Lovassy |

## Palmarés por países
| País    | Victorias |
| ------- | --------- |
| Hungría | 2         |
| Serbia  | 1         |
| Croacia | 1         |
| Austria | 1         |